# 爵士时代的故事
《爵士时代的故事》（英語：Tales of the Jazz Age），出版于1922年，是美国作家弗朗西斯·斯科特·菲茨杰拉德的短篇小说集。分为“最近的回忆”（My Last Flappers），“幻想作品”（Fantasies），“未分类的傑作”（Unclassified Masterpieces）三部分。共包涵十一个短篇，其中包括最知名的短篇故事《傑明的奇幻旅程》。所有故事曾出版於《Metropolitan Magazine》、《星期六晚邮报》、《The Smart Set》、《Collier's》、《芝加哥論壇報》及《名利場》中。

## 内容简介
这十一篇风格迥异的故事主要讲述一战后到二十世纪十二年代左右美国爵士时代的生活与年轻人的故事。反映了当时一部分人，尤其是年轻人内心感受。

## 最近的回忆
- 《橡皮糖》（The Jelly-Bean）
- 《骆驼的后背》（The Camel's Back）
- 《五一节》（May Day）
- 《瓷浴盆与粉红色》（Porcelain and Pink）

## 幻想作品
- 《一颗像里兹饭店那么大的钻石》（The Diamond as Big as the Ritz）
- 《傑明的奇幻旅程》（The Curious Case of Benjamin Button）
- 《齐普赛街的塔昆》（Tarquin of Cheapside）
- 《啊，赤褐色的女巫！》（Oh Russet Witch!）

## 未分类的傑作
- 《幸福的辛酸》（The Lees of Happiness）
- 《黏糊先生》（Mr. Icky）
- 《山里姑娘杰米娜》（Jemina）

## 外部連結
- Tales of the Jazz Age （页面存档备份，存于） at Project Gutenberg.
- Tales of the Jazz Age. New York: Charles Scribner's Sons, 1922. Scanned book from Internet Archive.
- LibriVox中的公有领域有声书《Tales of the Jazz Age》